# Acer tienchuanense
Acer tienchuanense é uma espécie de árvore do gênero Acer, pertencente à família Aceraceae.